# Henry Brooke
Henry Brooke (ur. 9 kwietnia 1903, zm. 29 marca 1984) – brytyjski polityk, członek Partii Konserwatywnej, minister w rządach Harolda Macmillana i Aleca Douglasa-Home’a.
Wykształcenie odebrał w Marlborough College oraz w Balliol College na Uniwersytecie Oksfordzkim. W 1929 został jednym z pierwszych członków think-tanku konserwatystów − Conservative Research Department. W 1938 wybrany do Izby Gmin w wyborach uzupełniających w okręgu Lewisham West. Należał do grona stronników premiera Neville’a Chamberlaina. W Izbie Gmin zasiadał do 1945, kiedy to przegrał wybory powszechne. W tym samym roku został wybrany do rady hrabstwa Londyn. Do 1951 zasiadał tam jako lider radców konserwatywnych. W radzie zasiadał do 1955.
Brooke powrócił do Izby Gmin w 1950, wygrywając wybory w okręgu Hampstead. W 1954 został finansowym sekretarzem skarbu, a w 1957 członkiem gabinetu jako minister budownictwa, samorządu lokalnego i spraw Walii. W 1961 mianowany pierwszym naczelnym sekretarzem skarbu i Paymaster-General. W 1962 został ministrem spraw wewnętrznych. Na tym stanowisku wprowadził wiele przepisów antynarkotykowych, m.in. zakaz posiadania amfetaminy i konopi indyjskich.
W Home Office Brooke utrzymał się do wyborczej porażki konserwatystów w 1964. W 1966 utracił miejsce w Izbie Gmin, został jednak mianowany parem dożywotnim jako baron Brooke of Cumnor i zasiadł w Izbie Lordów. Pod koniec życia cierpiał na chorobę Parkinsona. Zmarł w 1984.
Jego żona, Barbara, którą poślubił 22 kwietnia 1933, otrzymała w 1964 dożywotni tytuł parowski baronowej Brooke of Ystradfellte. Henry i Barbara mieli razem dwóch synów i dwie córki:
- Peter Leonard Brooke (ur. 3 marca 1934), baron Brooke of Sutton Mandeville
- Henry Brooke (ur. 19 lipca 1936)
- Honor Leslie Brooke (ur. 2 kwietnia 1941), żona Thomasa Millera
- Margaret Hilary Diana Brooke (ur. 16 stycznia 1944), żona Jamesa Pulfera